# Pedro da Silva, 1.º Conde de São Lourenço
Pedro da Silva, 1.º conde de São Lourenço (c. 1570 — ?), foi um administrador colonial português, governador-geral do Brasil.
Filho de Lourenço da Silva, 7º senhor de Vagos e Inês de Castro. Elevado a conde no derradeiro ano do governo de D. Filipe III por carta régia de 26 de Junho de 1640. 
Casou-se com D. Luísa da Silva Pereira, filha de Fernão da Silva, alcaide-mor de Silves, e de D. Madalena de Lima.
Deixou uma única herdeira, D. Madalena da Silva, que se casou com um dos conjurados da Revolução de 1640, D. Martim Afonso de Melo, 2.º Conde de São Lourenço.